# Chapelle Saint-Vincent d'Eus
Pour les articles homonymes, voir Chapelle Saint-Vincent.
La chapelle Saint-Vincent-d'En-Bas (Sant Vincenç de Baix en catalan) est une chapelle romane située à Eus dans le département français des Pyrénées-Orientales en région Occitanie.

## Localisation
La chapelle romane Saint-Vincent se situe au cimetière au fond de la vallée, en bas du village d'Eus (cami Sant Vincenç).
Elle ne doit pas être confondue avec l'église Saint-Vincent-d'En-Haut qui se situe en haut du village.

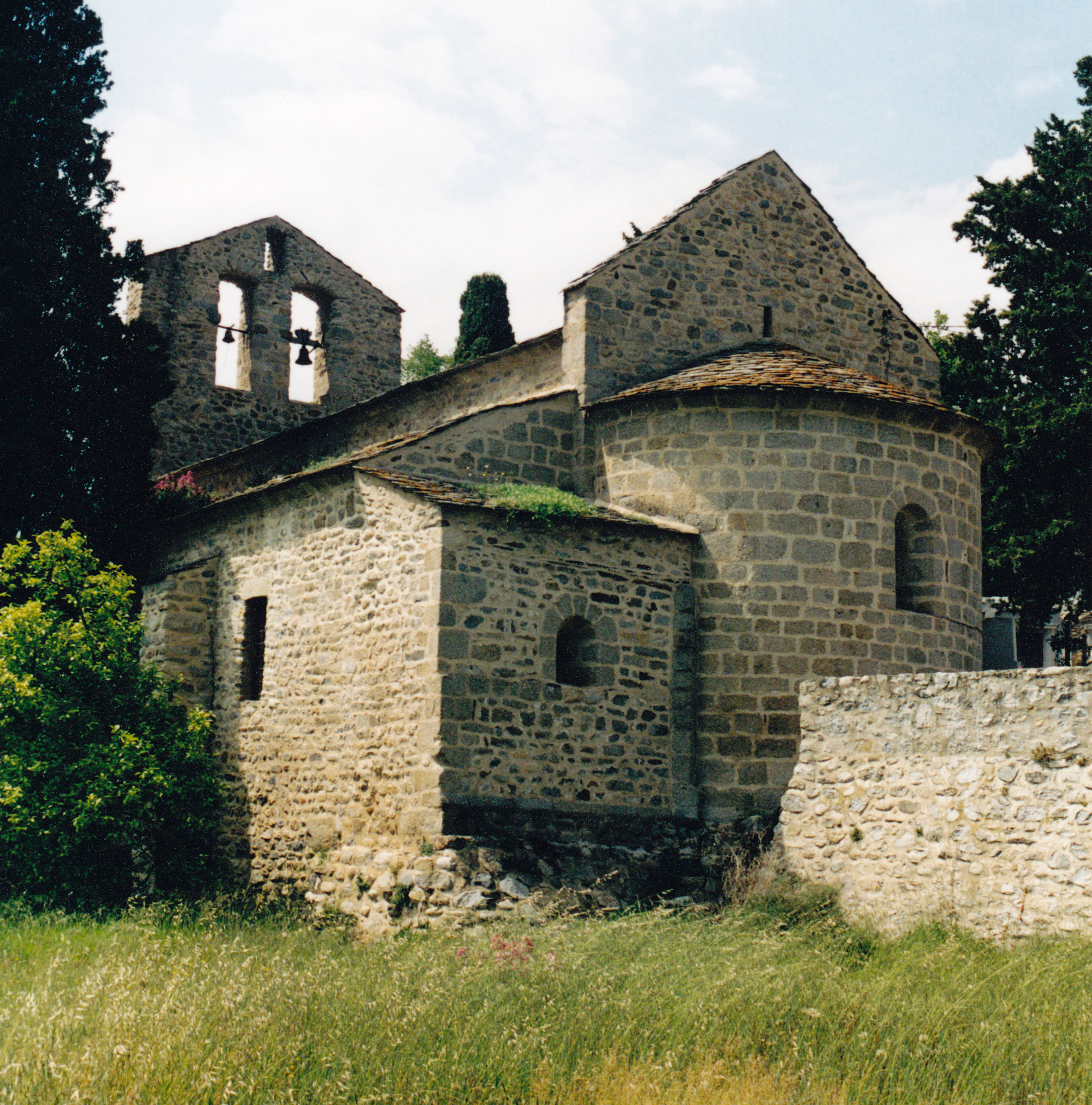
Le chevet et la façade méridionale.

## Historique
La chapelle a été construite aux XIe et XIIIe siècles.
Elle fait l'objet d'un classement au titre des monuments historiques depuis le 28 janvier 1960.

## Architecture
La chapelle est un édifice à deux nefs de quatre travées édifiées en pierre de taille et en moellons, et couverte de lauzes.

### Le chevet
À l'est, la chapelle présente un chevet composé d'une abside semi-circulaire flanquée au sud d'une absidiole rectangulaire.
L'abside, édifiée en pierre de taille assemblée en très grand appareil, est percée d'une fenêtre axiale à simple ébrasement et est surmontée d'une corniche moulurée. Elle est adossée à un haut pignon  percé d'une petite baie rectangulaire.
L'absidiole rectangulaire, couverte d'un toit en appentis, est édifiée en moellons irréguliers. Elle est cantonnée de puissants chaînages d'angle en pierre de taille.

### La façade méridionale et le portail
La façade méridionale, soutenue par de puissants contreforts, présente un beau portail du XIIIe siècle en marbre rose du Conflent.
Ce portail intègre une porte en bois ornée de superbes pentures en fer forgé, encadrée de piédroits à impostes saillantes (qui coiffèrent probablement jadis des colonnes aujourd'hui disparues) supportant une archivolte aux multiples voussures richement ornées.
La voussure externe porte une moulure ornée de boules, de masques humains et de personnages fantastiques comme l'on en trouve en Cerdagne, Llo ou à Saga par exemple. La seconde voussure est ornée d'un motif de tresses.

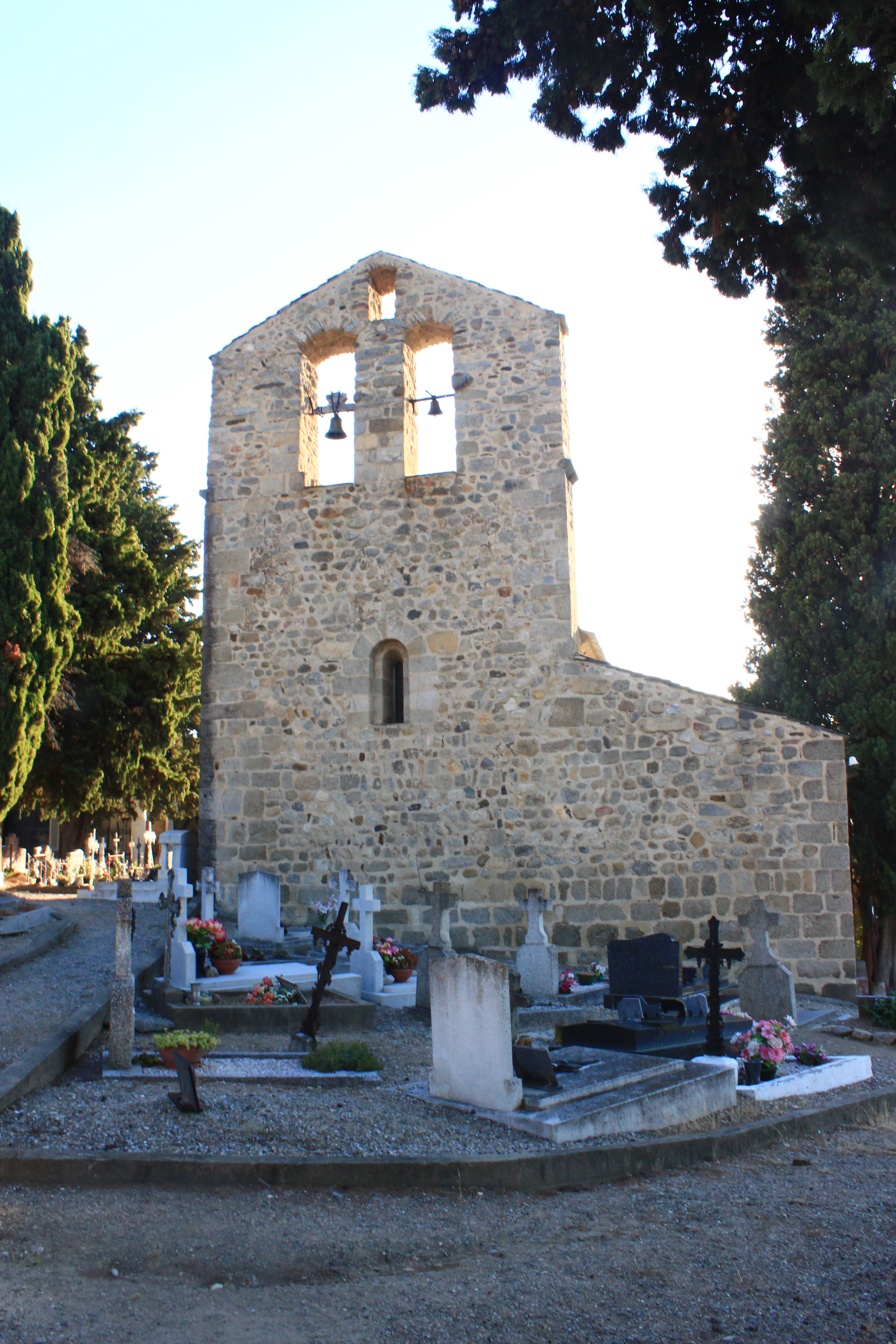
La façade occidentale et le cimetière.
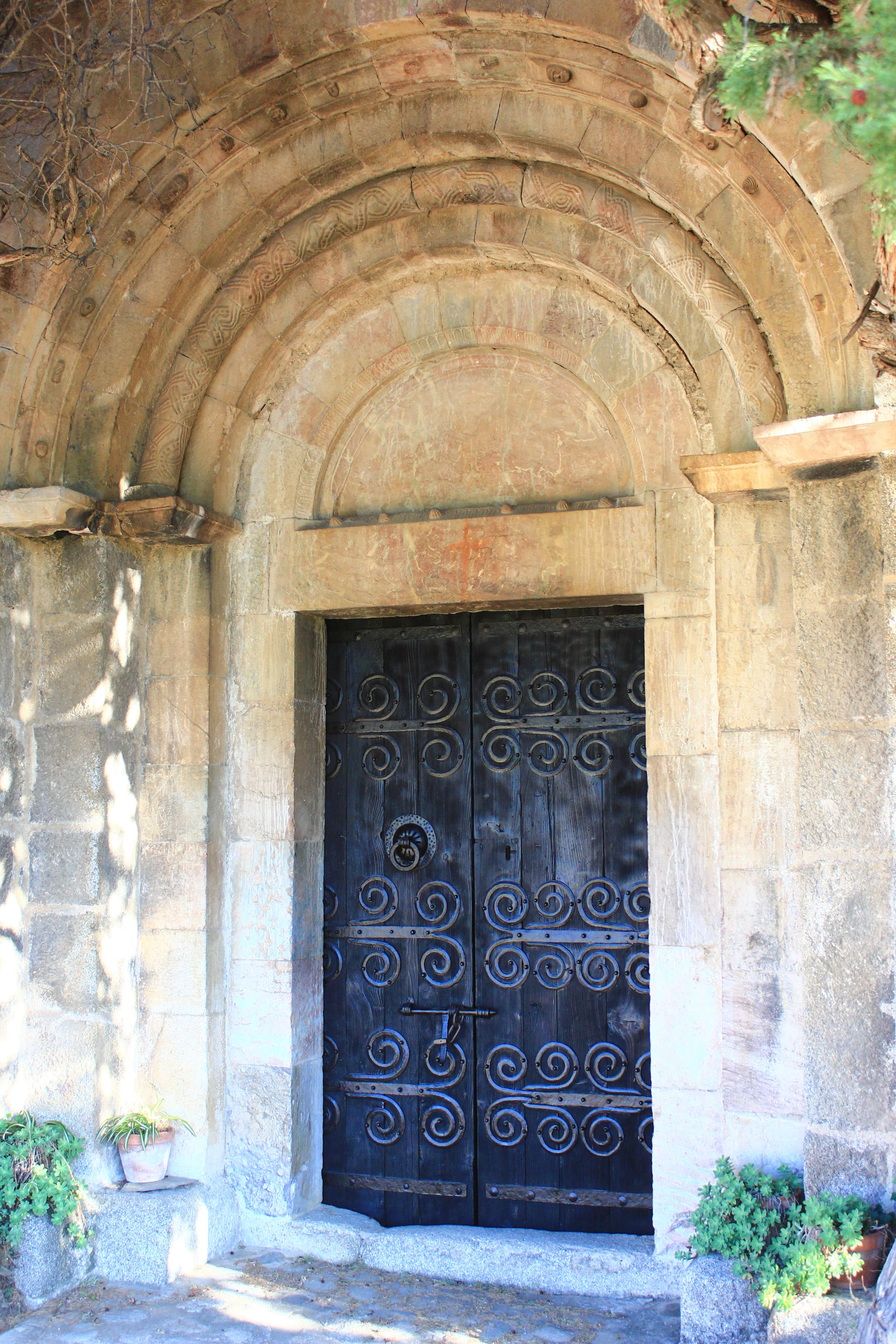
Le portail méridional.
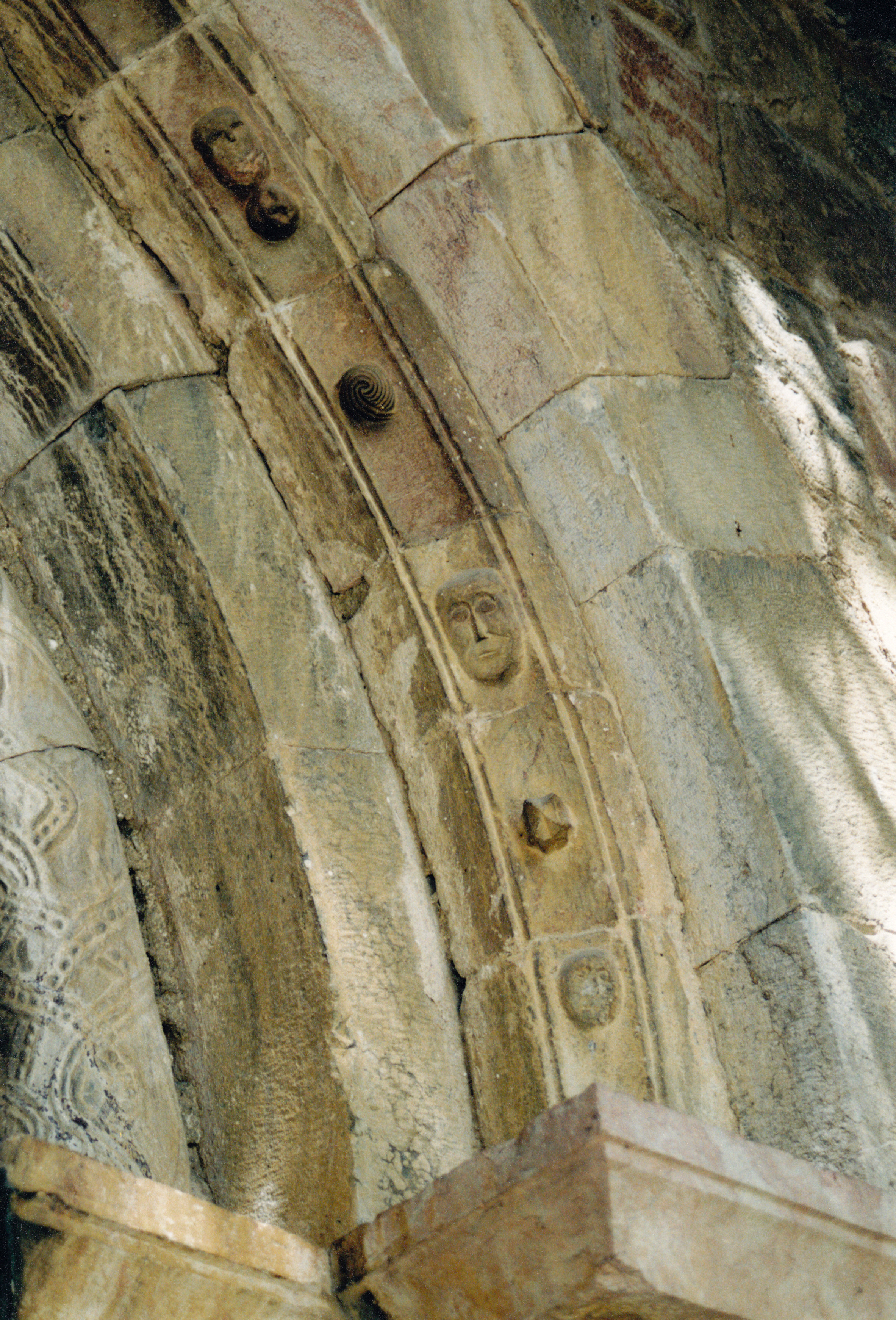
Voussure du portail ornée de boules, de masques humains et de personnages fantastiques.

### La façade occidentale
La façade occidentale est édifiée en moellons irréguliers et est cantonnée de puissants chaînages d'angle en pierre de taille.
Elle est percée d'une baie en plein cintre à encadrement en pierre de taille et est surmontée d'un clocher-mur à trois baies campanaires.